# Poblado iberorromano de San José
El poblado iberorromano de San José, situado en la población de Vall de Uxó, en el paraje de San José, en el "Cerro de San José" junto a la Ermita de la Sagrada Familia, en la comarca de la Plana Baja, provincia de Castellón, está constituido por los restos de una antigua ciudad amurallada datada de la Edad de Bronce, aunque fue abandonado hasta los siglos IV y V. Está catalogado, de forma genérica, como Bien de Interés Cultural, con anotación ministerial R-I-55-0000620, y fecha de anotación 20 de diciembre de 1999.
Los restos (constituidos por una considerable parte de la acrópolis, la muralla, dos torres cuadradas, calles, escaleras y restos de habitáculos) nos permiten considerar que el poblado contaba con murallas (de fábrica de mampostería, utilizando piedras irregulares y ajustadas de pequeñas dimensiones), torres de planta cuadrangular (aún quedan vestigios de dos de ellas) y viviendas.
El Ayuntamiento de Vall Uxó llevó a cabo una serie de trabajos para la recuperación del Poblado íbero de San José.